# Ex-Rancho la Niebla
Ex-Rancho la Niebla är en ort i Mexiko.   Den ligger i kommunen Huejotzingo och delstaten Puebla, i den sydöstra delen av landet, 80 km öster om huvudstaden Mexico City. Ex-Rancho la Niebla ligger 2 253 meter över havet och antalet invånare är 260.
Terrängen runt Ex-Rancho la Niebla är platt åt nordost, men åt sydväst är den kuperad. Terrängen runt Ex-Rancho la Niebla sluttar österut. Runt Ex-Rancho la Niebla är det ganska tätbefolkat, med 108 invånare per kvadratkilometer. Närmaste större samhälle är Cholula, 16,6 km sydost om Ex-Rancho la Niebla. Omgivningarna runt Ex-Rancho la Niebla är en mosaik av jordbruksmark och naturlig växtlighet.